# Нехрам
Нехрам (азерб. Nehrəm) — посёлок (до 2020 года село) в Бабекском районе Нахичеванской Автономной Республики в Азербайджане.

## История
На территории посёлка находится водохранилище Нехрам.
19 июня 2020 года согласно закону «о частичном изменении административно-территориального деления Бабекского района Нахчыванской Автономной Республики» селу Нехрам был присвоен статус посёлка.

## Выдающиеся личности
- Абдуллаев Абдулла Мехти оглы — заслуженный врач Нахчыванской Автономной Республики и Азербайджанской Республики.
- Багиров, Мехти Аббас оглы — врач-хирург, народный врач СССР, заслуженный врач Азербайджанской Республики.
- Алирзаев, Али Наги оглы — Герой Социалистического Труда
- Алиев, Асад Джаббар оглы — деятель просвещения, заслуженный учитель Азербайджанской Республики.
- Гаджиев, Гуммет Алекпер оглы — нефтяник-геолог, заслуженный геолог Азербайджанской Республики.
- Гамзаева, Зарош Мирзабагир кызы — народная артистка Азербайджанской Республики, награждена орденом «Слава» Азербайджанской Республики.
- Мехтиев, Агиль Сафтар оглы — заслуженный врач Нахчыванской АР и Азербайджанской Республики, награждён орденом «Слава» и медалью «Истиглал».